# Palác Vatikán
Palác Vatikán (srbsky v cyrilici Палата Ватикан, v latince Palata Vatikan) se nachází v historickém centru města Novi Sad v Srbsku.
Palác se nachází na náměstí Katolička porta (v blízkosti Náměstí svobody a Kostela Jména Panny Marie. Palác byl vybudován v roce 1930 jako objekt se smíšeným využitím (bytový i kancelářský komplex), podle objednávky novosadské farnosti. Architektem objektu byl David Daka Popović, pro něhož se palác Vatikán stal jednou z hlavních prací. Stavba, která odkazuje svým pojetím na domy z velkolepých bulvárů z období před první světovou válkou má řadu secesních prvků.
V současné době se jedná o nejmladší objekt na daném náměstí. Jeho užitná plocha má velikost 22 400 m² a celkem má tří/čtyřpatrový palác 242 místností. 
Palác je chráněn jako kulturní památka.